# 토니 야요

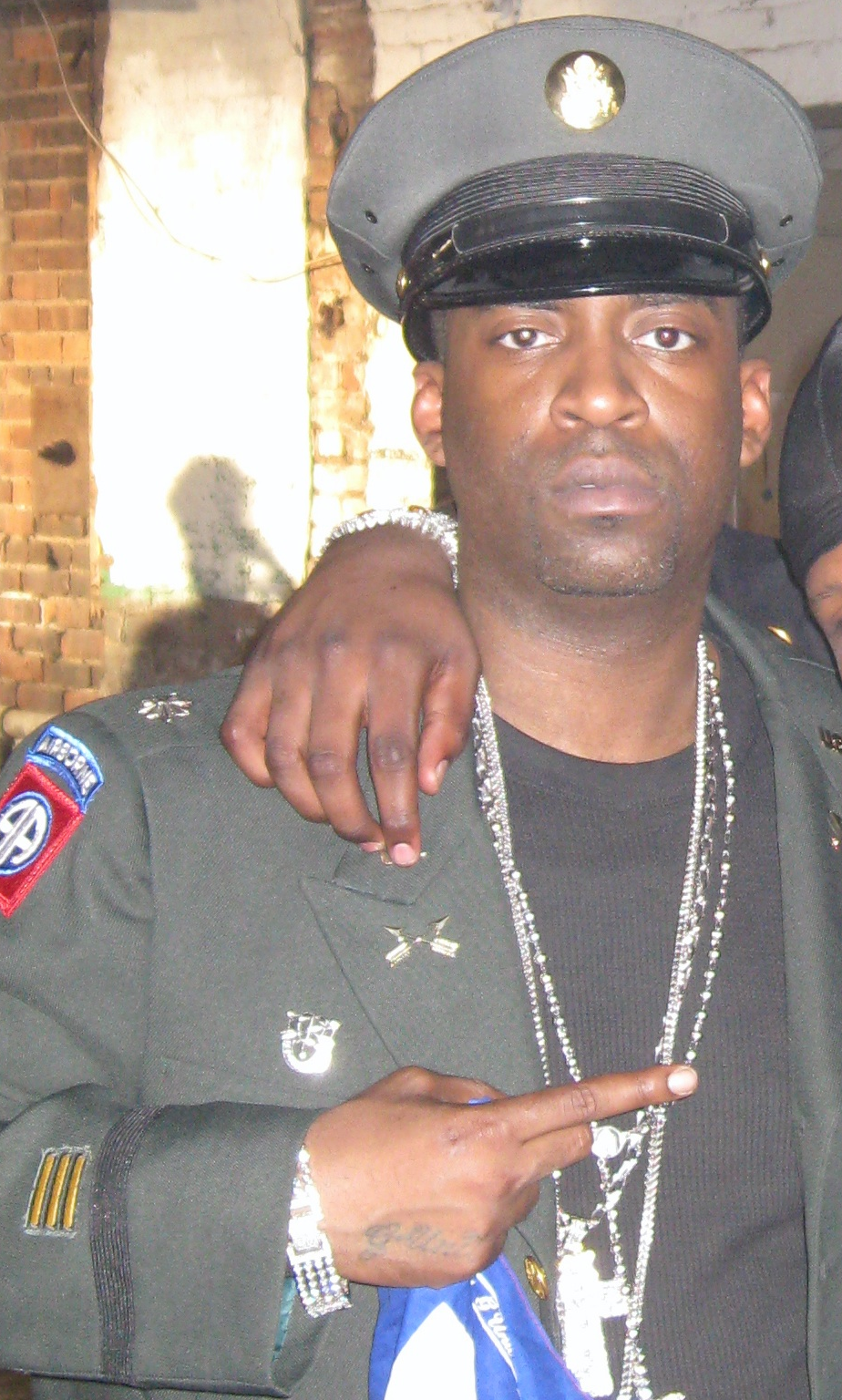
토니 야요 (2008년)

토니 야요 (Tony Yayo, 1978년 3월 31일 ~ )는 미국의 랩퍼이며, G-Unit의 멤버 중 한 명이다. 여러 폭행죄로 감옥에 감금당했었다가, 2007년에 출소하여 활동중이다. 현재 솔로 앨범 3장을 발매했다.

## 앨범
- so Seductive
- Thoughts of Prediciate Felon
- G-Unit Radio Vol 23.Finally Off Papers